# Alfred Wiedemann (egyptolog)
Alfred Wiedemann, född 18 juli 1856 i Berlin, död 7 december 1936 i Bad Godesberg, var en tysk egyptolog. Han var son till Gustav Heinrich Wiedemann och Clara Mitscherlich samt bror till Eilhard Wiedemann.
Wiedemann blev privatdocent i Bonn 1882 och extra ordinarie professor i egyptologi där 1891. Han var ordinarie professor där 1920–1924. 
Av Wiedemanns mångsidiga författarskap kan särskilt nämnas Ägyptische Geschichte (1884–1888) samt Herodots zweites Buch mit Erläuterungen och Die Religion der alten Ägypter (båda 1890).